# Maggie O'Farrell
Maggie O'Farrell (Coleraine, 27 de maig de 1972) és una novel·lista d'Irlanda del Nord. La seva primera novel·la, After You'd Gone, aclamada internacionalment, va guanyar el premi Betty Trask. I la següent, The Hand That First Held Mine, va obtenir el premi Costa Novel el 2010. Des de llavors, ha estat finalista en aquest mateix guardó amb Instructions for a Heatwave el 2014 i This Must Be The Place el 2017. Ha figurat en la publicació de la llibreria Waterstones 25 Authors for the Future. El seu llibre de memòries I am, I am, I am: Seventeen Brushes with Death, va arribar a dalt de tot a la llista de supervendes de The Sunday Times. El 2020, amb la novel·la Hamnet, va guanyar el Women's Prize Fiction i el National Book Critics Circle Award.

## Obra traduïda al català
- La distància que ens separa.  Barcelona: Angle Editorial, 2004. ISBN 84-96103-68-4.
- L'estranya desaparició d'Esme Lennox.  Barcelona: La Campana, 2009. ISBN 978-84-96735-35-4.
- Aquest deu ser el lloc.  Barcelona: L'Altra Editorial, 2017. ISBN 978-84-946556-2-3.[6]
- La mà que prenia la meva.  Barcelona: L'Altra Editorial, 2018. ISBN 978-84-947829-4-7.
- Visc, i visc, i visc. Disset topades amb la mort.  Barcelona: L'Altra Editorial, 2019. ISBN 978-84-949110-5-7.
- Hamnet.  Barcelona: L'Altra Editorial, 2021. ISBN 978-84-122546-5-5.[7]
- On van els àngels de neu?.  Barcelona: La Galera, 2021. ISBN 978-84-246-6960-7.
- El retrat del matrimoni.  Barcelona: L'Altra Editorial, 2023. ISBN 978-84-126201-6-0.[8]